# Donja Trešnjevica
Donja Trešnjevica (en serbe cyrillique : Доња Трешњевица) est un village de Serbie situé dans la municipalité de Topola, district de Šumadija. Au recensement de 2011, il comptait 296 habitants.

## Démographie
| 1948 | 1953 | 1961 | 1971 | 1981 | 1991 | 2002 | 2011 |
| ---- | ---- | ---- | ---- | ---- | ---- | ---- | ---- |
| 505  | 521  | 516  | 446  | 437  | 382  | 304  | 296  |

|  |